# Henk-Jan Held
Hendrik Jan (Henk-Jan) Held (Renswoude, 12 november 1967) is een voormalig Nederlands volleybalinternational en behoort tot de gouden generatie die in 1996 olympisch kampioen werd in Atlanta.
Henk-Jan Held deed tweemaal mee aan de Olympische Spelen. In 1992 werd hij bij de Zomerspelen in Barcelona met het Nederlands team tweede achter Brazilië. Vier jaar later was hij lid van het Nederlands team dat goud veroverde in Atlanta door Italië in de finale te verslaan. Sinds 2001 heeft Held de Italiaanse nationaliteit. Aangezien Italië nimmer olympisch goud heeft kunnen bemachtigen is Held de enige Italiaan met olympisch goud in het volleybal.
In mei 2008 beëindigde Held zijn carrière op 40-jarige leeftijd. In 2011 werd hij assistent-bondscoach naast Edwin Benne.
Edwin Benne · Peter Blangé · Ron Boudrie · Henk-Jan Held · Marko Klok · Jan Posthuma · Avital Selinger · Martin Teffer · Martin van der Horst · Olof van der Meulen · Ronald Zoodsma · Ron Zwerver
Peter Blangé · Rob Grabert · Guido Görtzen · Henk-Jan Held · Misha Latuhihin · Jan Posthuma · Brecht Rodenburg · Richard Schuil · Bas van de Goor · Mike van de Goor · Olof van der Meulen · Ron Zwerver